# Anubanini

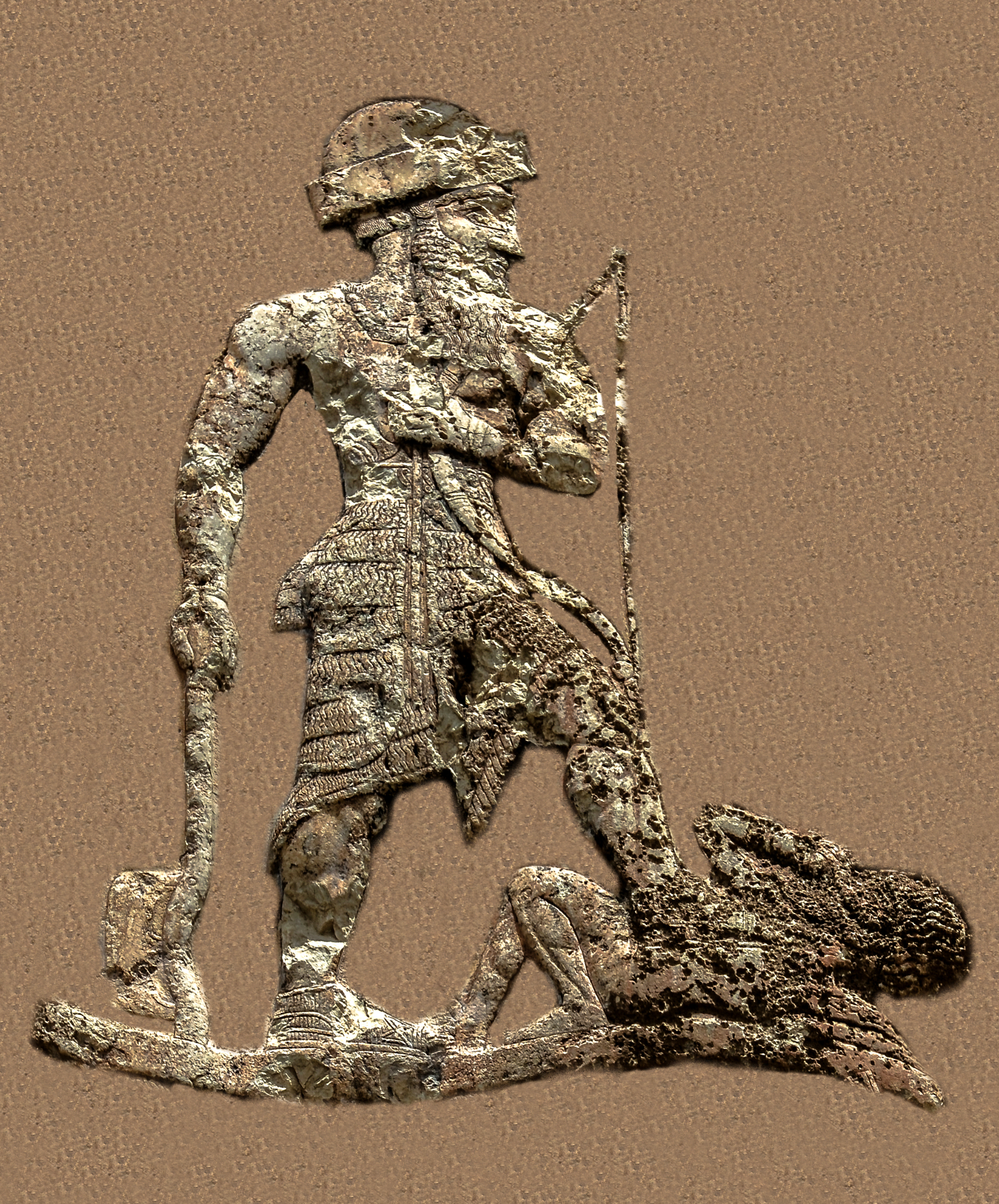
Anubanini, sosteniendo un hacha y un arco, pisoteando a un enemigo. Relieve rocoso de Anubanini.

Anubanini, también Anobanini (acadio: 𒀭𒉡𒁀𒉌𒉌: An-nu-ba-ni-ni), fue un rey (𒈗 Šàr, pronunciado Shar) del reino tribal pre-iraní de Lullubi en las Montes Zagros alrededor del 2300 a. C., o relativamente más tarde durante el período Isin-Larsa de Mesopotamia, alrededor del 2000-1900 a. C.  Se le conoce especialmente por el relieve rocoso de Anubanini, situado en la provincia de Kermanshah, Irán.
Según una inscripción, Annubanini parece haber sido contemporáneo del rey Iddin-Sin de Simurrum.  Otro conocido rey de Lullubi es Satuni, que fue derrotado por el rey mesopotámico Naram-Sin alrededor del 2250 a. C.

## Relieve rocoso de Anubanini
En este relieve rocoso, Anubanini, el rey de los Lullubi, pone su pie en el pecho de un cautivo. Hay otros ocho cautivos, dos de ellos arrodillados detrás del equivalente lullubiano de la diosa acadia Ishtar (reconocible por los cuatro pares de cuernos en su tocado y las armas sobre sus hombros) y seis de ellos de pie en una fila inferior en la parte inferior del relieve rocoso. Se enfrenta a la diosa Nini/Inanna/Ishtar, y se cree que puede haber reclamado la divinidad, como varios gobernantes después del final de la Tercera Dinastía de Ur.
Este relieve rocoso es muy similar a la inscripción de Behistun y puede haber influido en ella.
En la inscripción en la escritura y el lenguaje acadio, se declara como el poderoso rey de Lullubium, que había colocado su imagen y la de Ishtar en el monte Batir, y llama a varias deidades a preservar su monumento:
«Anubanini, el poderoso rey, rey de Lullubum, erigió una imagen de sí mismo y una imagen de Ishtar en las montañas de Batir...» (sigue una larga fórmula de maldición invocando a las deidades Anu, Antum, Enlil, Ninlil, Adad, Ishtar, Sin y Shamash para preservar su monumento). Inscripción en idioma acadiodel relieve de Anubanini.

## Incursiones en Guti, Elam y el territorio babilonio

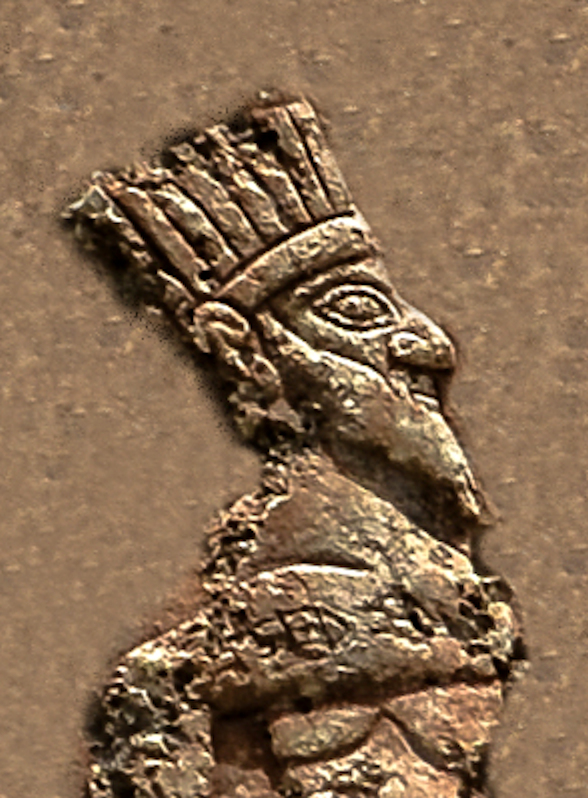
Representación de un rey con corona, desnudo, encarcelado por Anubanini. Posiblemente es una corona de plumas como la que se ve en algunos bronces de Luristán. Relieve rocoso de Anubanini.

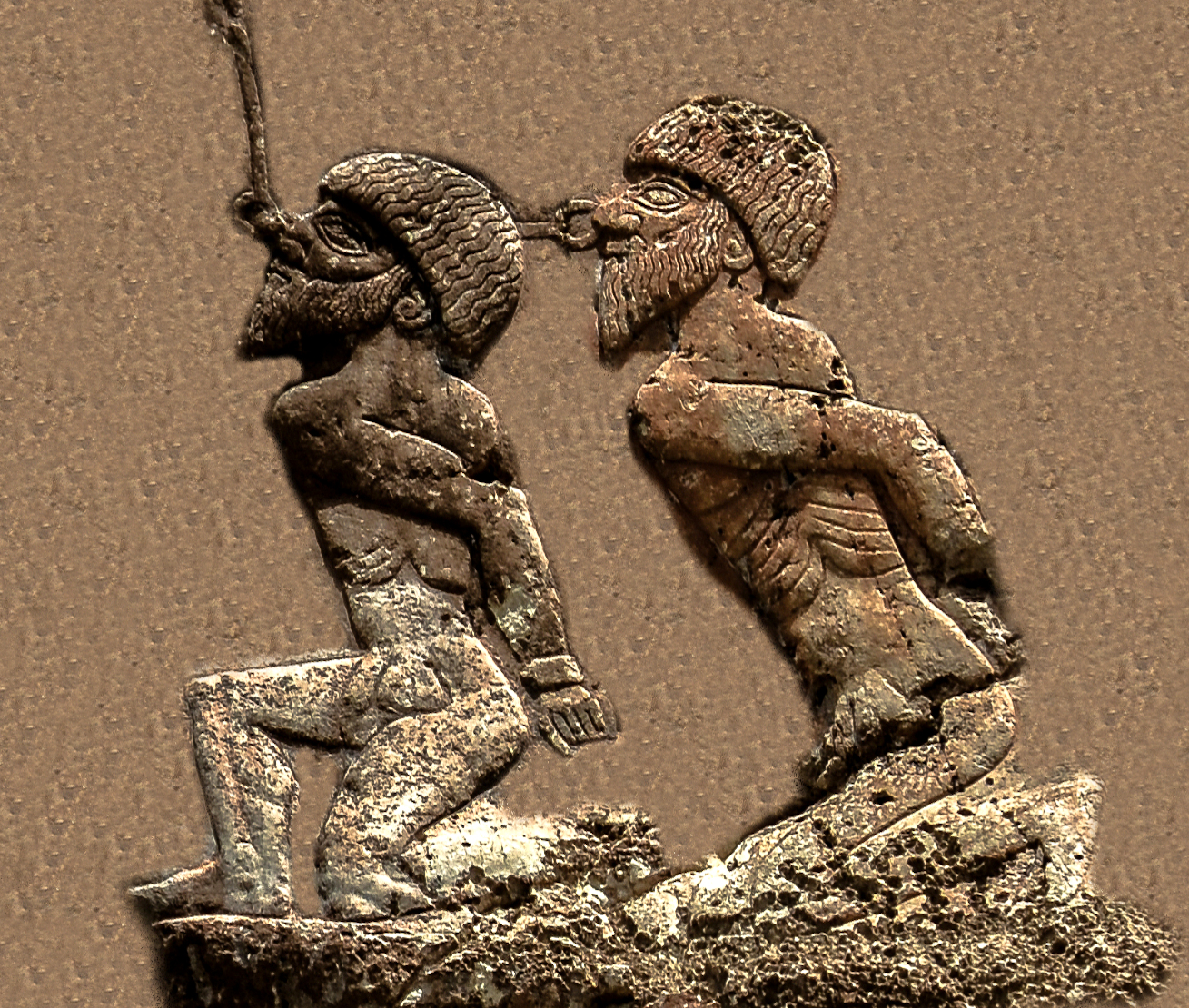
Prisioneros de Anubanini, traídos por la Diosa Ishtar (detalle). Están desnudos, con las manos atadas, y sujetos por un anillo a través de la nariz.

Algunas leyendas posteriores, como la Leyenda Cutita de Naram-Sin, describen a un rey Anubanini durante el reinado de Naram-Sin (c. 2254-2218 a. C.), que solía asaltar las tierras fértiles de la llanura babilónica desde su territorio montañoso en la frontera oriental.  La épica leyenda cutita de Naram-Sin afirma que Guti y Elam están entre las tierras atacadas por las hordas lideradas por Anubanini.. Según este relato Anubanini solo fue detenido en las costas del Golfo Pérsico.
«Los guerreros con cuerpos de "pájaros de las cuevas", una raza con caras de cuervos (...) en medio de la Montaña crecieron, llegaron a la madurez y adquirieron su estatura. Siete reyes, hermanos, gloriosos y nobles, sus tropas eran 360.000. Su padre era el rey Anubanini, su madre la reina, se llamaba Melili. (...) Devastaron Guti e invadieron la tierra de Elam».

## Representaciones

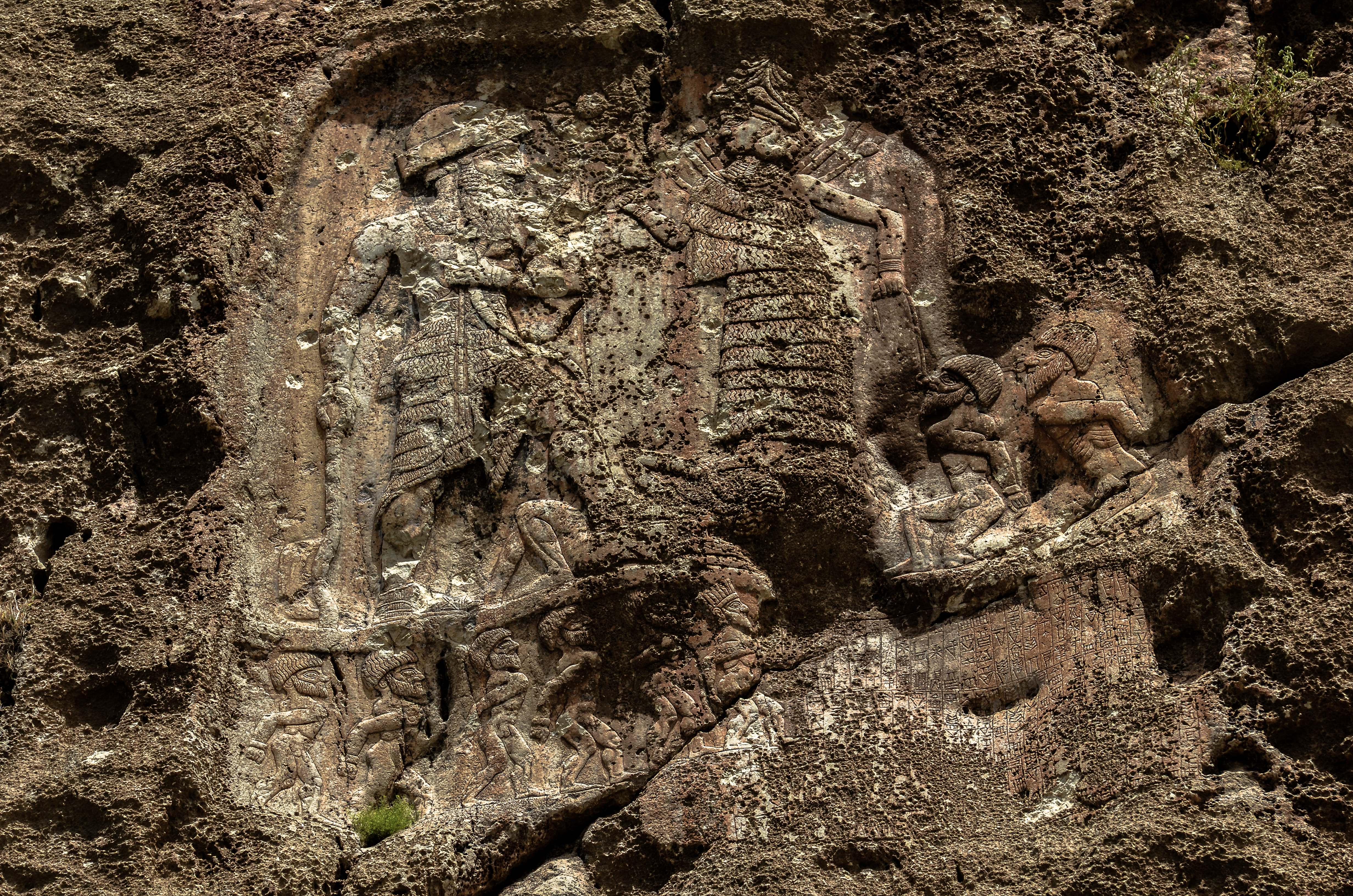
Relieve original.
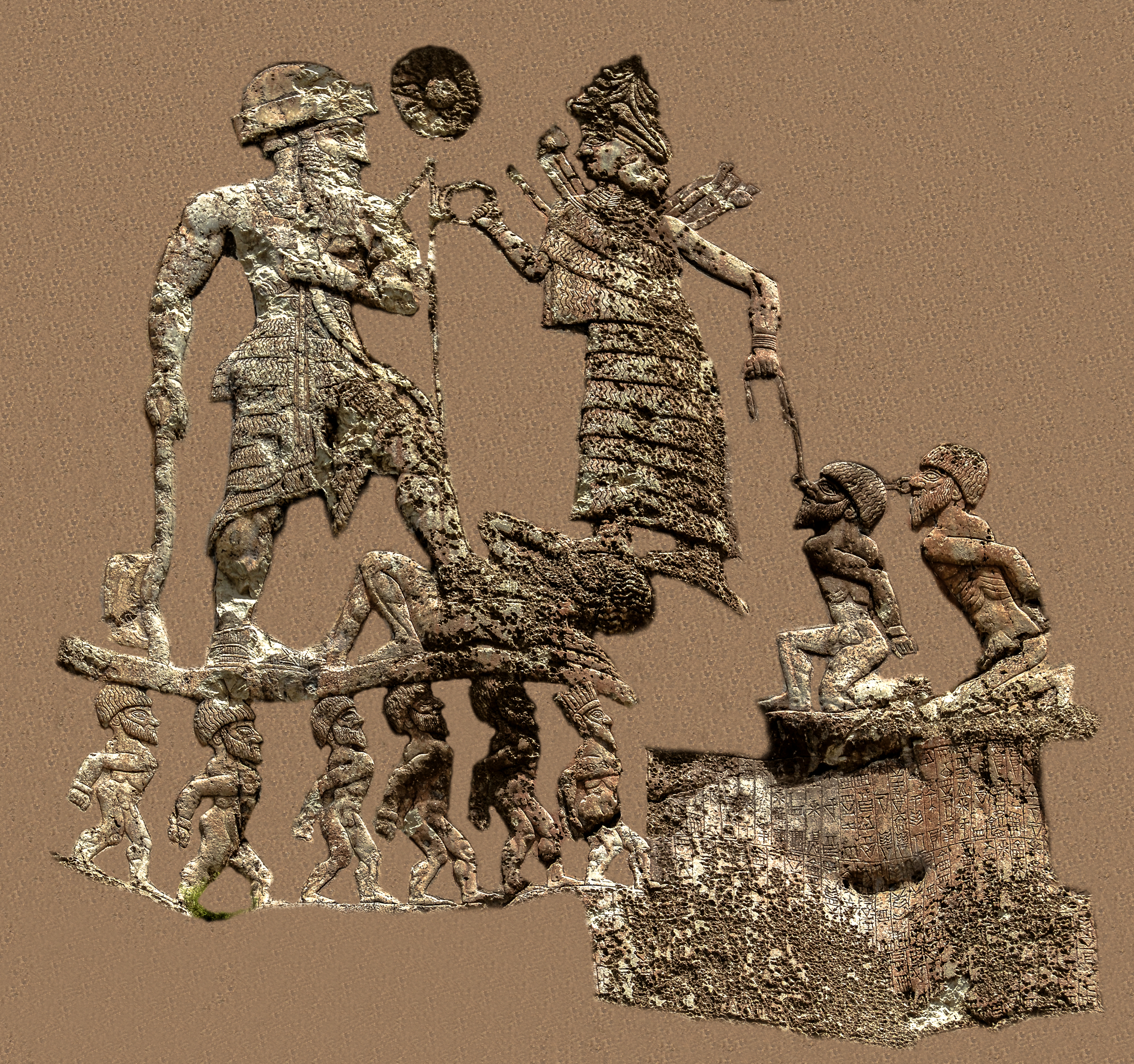
Componentes del relieve (extractados).
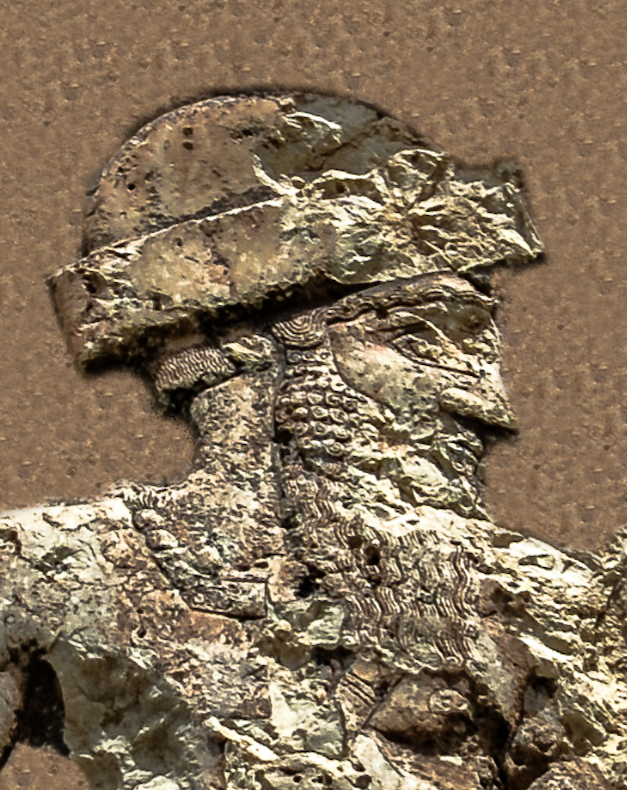
Retrato del rey Anubanini.
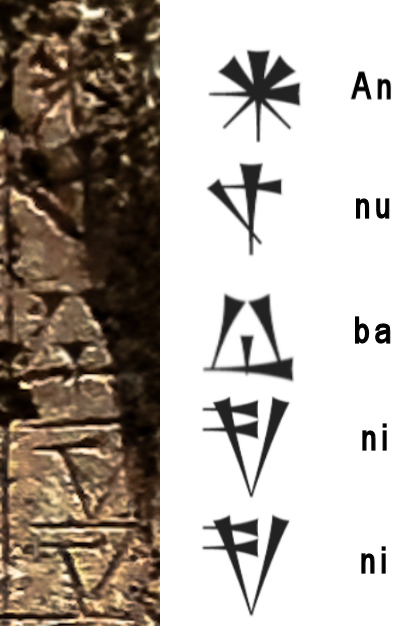
El nombre de Annubanini tal y como aparece al principio de la inscripción del relieve rocoso.